# Federación Deportiva Nacional de Ciclismo de Chile
La Federación de Ciclismo de Chile, es una entidad sin fines de lucro que organiza el calendario y regula las competencias de ciclismo en Chile. Está reconocida por la Unión Ciclista Internacional (UCI) y afiliada al Comité Olímpico de Chile.

## Historia
Fue creada el 1 de octubre de 1905 y obtuvo su personalidad jurídica del presidente Pedro Montt el 15 de junio de 1909 bajo el nombre de Unión Ciclista de Chile, pasando en 1931 a llamarse definitivamente como Federación Ciclista de Chile.
Su primer presidente fue Erasmo Vásquez (1905) y junto a él colaboraron en el directorio capacitados profesionales como médicos, abogados e ingenieros de la época. Debido a su correcto trabajo, esta se dispersó por toda América, sirviendo como ejemplo para la organización y creación de otras Federaciones Ciclistas en países hermanos, siendo gestora en la formación de la Confederación Panamericana de Ciclismo, actualmente con sede en La Habana, Cuba.
Actualmente está afiliada internacionalmente a la Confederación Panamericana de Ciclismo, a la Unión Ciclista Internacional y en Chile forma parte del Comité Olímpico de Chile (COCH), el cual está afiliado al Comité Olímpico Internacional (COI), teniendo como organismo superior en Chile al Instituto Nacional del Deporte de Chile (IND).

## Organización
En la actualidad integran la Federación Ciclista de Chile, las 16 asociaciones de ciclismo, con sede en cada una de las regiones de Chile más la Metropolitana; estas asociaciones designan dos delegados que forman el Consejo de Delegados de la Federación, quienes son los encargados de elegir y formar el Directorio de la Entidad Rectora. A su vez estas asociaciones están formadas por los diferentes Clubes de ciclismo.
Actúan además como organismos asesores de la Federación: la Comisión Técnica Nacional, el Colegio Nacional de Comisarios y Jueces de Ciclismo de Chile y la Comisión Organizadora de la Vuelta Chile.

## Presidentes
- Erasmo Vásquez
- Juan Silvestre
- Pedro Musset Castro
- Vicente Sepulveda
- Desiderio Carcamo
- Eduardo Lasalle
- Santos Allende Acha
- Francisco Caro Postigo
- Ángel Muñiz Llaneza
- Domingo Godoy Gajardo
- Raúl Ruz Sandoval
- Juan Enrique Gaete
- Pedro Rachet
- Jorge Hidalgo Ibarra
- Isaac Froimovich Schejter
- Antonio Frabasile Arrigo
- Ricardo Gálvez Zarate
- Enzo Fantinati Caviedes
- Manfred Schmuck Raitman
- Héctor Hernández Soto
- Lino Aquea Guerrero
- Antonio Frabasile Arrigo (2003-2006)
- Oscar Gómez Lobos (?-junio de 2012)
- Miguel Carrillo Lagos (julio de 2012-mayo de 2013)[4]
- Roberto Pérez Celedón (junio de 2013-2015)[5]
- Enzo Monichi (2016)